# 高立的未來世界
《未來少年柯南》（日语：未来少年コナン）是一部後末日幻想科幻題材日本動畫系列。改編自美國作家亞歷山大·凱伊1970年發表的科幻小說《恐怖海嘯》（The Incredible Tide）。於1978年4月至10月間在NHK播出，全26集。
本片為宮崎駿首度擔任導演的電視動畫作品，但對於原作內容已經過大幅潤色，與原作差異甚多。衍生劇《未來少年柯南II：大河的冒險》於1999年10月至2000年4月在TBS上播出，共24集。

## 作品概要
《未來少年柯南》是宮崎駿的實質導演處女作，也是NHK播出的第一部國產動畫系列，傳統上，像《少年連續劇》這樣的青少年節目通常於晚間18點播出，但考慮到在黃金時段觀眾份額的大部分由兒童和青少年為主客群的情況，NHK決定從19點30分開始將該時段定為「家庭時間」，並在這個時段播放該作品。從星期二的19點30分起的30分鐘，成為固定的動畫節目播出時段。
該作品的首播收視率在關東地方平均只有8%，最高收視率也僅達到14%（第25集）。為了宣傳該作品，NHK曾在收取NHK收視費時額外發送該作品的貼紙。該作品後來經過重新剪輯成電影版時，由於剪輯方式與部分電視版製作人員的意圖相違，因而引發了問題。此外，由於動畫製作進展緩慢，製作人員花了1年3個月才將全26集完成。在無法及時完成的情況下，NHK也曾播出特別節目等以應對製作方的需求，宮崎回顧時曾表示：「這都是因為是NHK，作品才能夠完成」。擔任作品的工作人員先前曾參與《萬里尋親記》。
第1集的作畫由大塚康生負責，但是在拉娜與柯南初次相遇時，拉娜被描繪成了大塚風格的搞笑漫畫式反應，令宮崎非常震驚，結果他後來親自檢查了前8集的所有原畫。

### 原作
作品本身是根據美國作家亞歷山大·凱伊的科幻小說《恐怖海嘯》改編而成，但與原著相比，動畫版內容發生很大的改變，除了大致設定在戰爭後的世界外並沒有特別的共同點。而且，在動畫版的第19集中，涉及到原著中已經結束的「大海嘯」場景。據說，這是日本動畫公司向NHK提出的動畫企劃之一，但並非主力企劃。當時，宮崎接到日本動畫公司的導演邀請時，實質是收到另一部主力作品的邀請，而非此作品。
根據製片人中島順三表示，當NHK初次舉辦電視動畫系列企劃時，他們曾考慮過像《世界名作劇場》這樣適合全家觀看的內容，最初計劃將弗朗西丝·霍奇森·伯内特的《秘密花園》改編為動畫。然而在考慮到當時的動畫熱潮後，中島決定改變計劃，將其定位為適合小學五、六年級學生的冒險劇。在多個提案中，NHK選擇了《恐怖海嘯》。當時被選為導演的宮崎對此表示過一些疑慮，但在下述所提及的條件下（大幅改變設定和故事情節，並任命大塚擔任作畫監督）後，他接受了導演的工作。
原著小說以冷戰時期東西方對峙為背景，內容帶有濃厚的意識形態及悲观主义色彩，由於宮崎不願意直接將其呈現給孩子們，因此故事情節和人物角色都做了大幅修改和改編。舞台背景被改為20年後的戰爭後末日世界。例如，主人公柯南從一個承載美國式自由主義社會的青少年變成了在美麗的自然環境中成長的少年自然兒；反派角色也發生變化，從名字像俄羅斯人的官僚人物曼斯基和列普科，變為背負戰爭孤兒背景成長起來的孟斯莉和雷普卡。因此，宮崎對原著將海哈巴視為美國，將工業島視為蘇聯的解讀表達不滿。為了做到這點，他甚至考慮讓場景變得更加日本化。例如曾一度規劃海哈巴的人們會種植水稻而不是小麦，並用筷子吃飯。但這「會導致各種其他問題」為由而在最終放棄了這個想法。
1983年，宮崎駿在接受《Animage》雜誌的採訪時表示，他只是在獲准改變故事條件下才參與該作品的製作。他不喜歡原著中悲觀的世界觀，並認為這是反映了作者亞歷山大·凱伊自己的恐懼和不安全感。他希望針對兒童的故事更加樂觀，他說：「即使有人對未來失去所有希望，我認為向孩子們強調這點是非常愚蠢的。如果必須的話可以向成年人強調這一點，但對孩子沒必要這樣做。最好什麼都不說。」

### 影響
本片在播映後，影響了未來志向動畫行業的創作者。包括本鄉滿、摩砂雪、井上俊之、田中達之、館野仁美等人。曾成為吉卜力工作室常客的動畫師高坂希太郎也在高中時觀看了本作品，後來加入了與宮崎駿有可能合作的作畫工作室OH! Production。對於平松禎史而言，本作品教會了他製作動畫的樂趣，也可以說是他作為動畫師的起點，啟發了他開始繪製動畫漫畫。
參與本作品分鏡的富野由悠季在擔任《戰鬥裝甲Xabungle》的導演時，曾表示他曾在此開始模仿本作品。同時，當時還是新人的押井守通過本作的分鏡集學習到了佈局技巧，並在高畑勳的分鏡作品中學會了通過對待拉歐博士的處理，來塑造人物形象的「戰略性演出」。
本作品也讓自己首次擔任電視系列動畫導演的宮崎駿重新感受到了動畫的優點。有觀點認為，1995年上映的美國電影《未來水世界》受到了本作品的影響。
海倫·麥卡錫在1999年出版的《宮崎駿：日本動畫大師》一書中，將《未來少年柯南》視為一部「開創性」作品，並承認宮崎駿在其整個職業生涯中將繼續探索這部作品中的主題和故事元素。麥卡錫還指出宮崎駿作品中人物發展及其困境的連續性。她將拉娜和柯南視為他後來的女主角和角色的先例，並提到了宮崎駿1986年動畫電影《天空之城》中巴魯對希達的營救作為例子。2013年，動畫導演神山健治將該系列列為有史以來15部最佳日本動畫之一。
《未來少年柯南》也出現在2020年電視動畫《別對映像研出手！》中，但為了避免版權問題，該作品被另行命名並重新繪製，並被視為主角對動畫熱愛的基礎及故事的核心。
該節目在阿拉伯世界非常受歡迎，配音由位於科威特的阿拉伯音像中心進行。其中柯南的名字被改為阿德南，拉娜的名字被改為莉娜，吉姆西的名字被改為阿布西，與大多數阿拉伯語動畫配音不同，《未來少年柯南》保留了大部分情節細節，並沒有任何改變。

### 續作
1999年，TBS電視台播出了《未來少年柯南II：大河的冒險》。該作品的概念被稱為是以《未來少年柯南》的世界觀為原型的冒險故事，但實際上並沒有直接關聯，與前作相同的只有製作公司和一些設定，以及強調動態的動畫表現，可以說是一種精神續集。與兩部作品都有關聯的製作人員只有極少數，例如導演早川啓二等。在作品的標題中，從第15集播出後期開始，《未來少年柯南II》的標題則被刪除。

## 故事簡介
西元2008年世界大戰再次爆發，威力超越核武器的超磁力兵器投入戰場，半數以上人類慘遭滅絕，多處大陸被海洋淹沒後成海島化的新世界。少年高立與少女麗娜的冒險故事由此展開。本作雖改編自外國小說，但動畫在風格上和許多設定與宮崎駿日後的名作《風之谷》及《天空之城》有很大聯繫。

## 登場人物

### 主要人物
- 柯南（台）／高立（港）

配音員：（日）小原乃梨子；（台）于正昇（中視）／許雲雲（Animax）；（港）曾慶珏（TVB）／龍德瓊（ATV）／待查（有線）／王慧珠（ViuTV）
本故事的男主角，戰後生還者在殘留島上的後裔，在荒島上長大的野孩子，有優於常人的體能，例如在水中長時間活動的能力、強勁的跳耀力、高速地奔跑、敏捷的反應，但僅憑雙腳的腳趾頭也能使出驚人的力量（片中他的腳趾握力甚至比雙手還強）。武器是魚槍。個性剛強勇敢，率直善良。
- 拉娜（台）／露娜（港[TVB]）／羅拉（港[ATV]）

配音員：（日）信澤三惠子；（台）許淑嬪（中視）／雷碧文（Animax）；（港）梁緻盈（TVB）／待查（ATV）／待查（有線）／譚淑嫻（ViuTV）
本故事的女主角，由於爺爺是太陽能專家古拉亞博士，所以被英達仕多從海哈巴上擄走，後來被高立在殘留島海邊上發現而成為夥伴。擁有超能力，能與同樣有超能力的爺爺作心靈感應。外表柔弱其實內心堅剛，不向絕境屈服。
- 金錫（台）／阿西（港[TVB]）／占士（港[ATV]）

配音員：（日）青木和代；（台）待查（中視）／雷碧文（Animax）；（港）周婉侶（TVB）／待查（ATV）／待查（有線）／待查（ViuTV）
高立的好友，同樣是野孩子，擅長捕獵陸上的動物，是高立的好搭檔，個性同樣是勇敢善良，但帶點輕率，饞嘴。志願是飼養小豬。
- 戴斯（台、港[ATV]）／泰士（港[TVB]）

配音員：（日）永井一郎；（台）李香生（中視）／孫中台（Animax）；（香港）譚炳文（TVB）／周永光（ATV）／待查（有線）／黃志明（ViuTV）
巴拉克號船長，個性輕浮愛美女，見風轉舵的小人物，不過仍有正義感。與高立等經歷多次冒險後成為夥伴。
- 孟斯莉（台）／孟絲絲（港）

配音員：（日）吉田理保子；（台）待查（中視）／雷碧文（Animax）；（港）蔡淑雯、林元春（代配第8集）（TVB）／待查（ATV）／林司聰（有線）／程文意（ViuTV）
戰後生還者，後在英達仕多成長並為三角塔效力。初時忠心執行任務，遇上高立後，慢慢對行動產生懷疑，後來背叛雷卡成為高立的夥伴。性格剛強能幹，指揮能力不讓鬚眉，內心有溫柔的一面。
- 帕奇/拉歐博士（台）／貝利/古拉亞博士（港）

配音員：（日）山內雅人；（港）金雷（TVB）／待查（ATV）／待查（有線）／袁德基（ViuTV）
太陽能專家，戰爭逃難時因意外毀容，變成秃頭獨眼，連孫女麗娜也認不出他。為了隱藏身分，改稱帕奇。有心靈感應及預知能力，深知戰爭的禍害及盲從科學的可怕。為拯救工業島上的人們甘願落入雷普卡手上，因而受盡折磨，最後雖被救但已是油盡燈枯，不久便死去。
- 雷普卡（台）／雷卡（港）

配音員：（日）家弓家正；（港）黃兆強（TVB）／待查（ATV）／待查（有線）／霍波（ViuTV）
野心家，目標是掌握最高的權力，誓要找出拉歐博士，因此派人擄走麗娜以要脅他合作，為達目的不擇手段，最後敗於柯南等人手下。港版兼任旁白。

### 殘留島
- 爺爺，配音員：（日）山內雅人；（港）陳劍雲（TVB）／（ViuTV）

與柯南一起生活的老人，原本是從地球逃走的宇宙船的船長。柯南稱呼他「爺爺」，真實名字不詳。

### 英達仕多
- 副局長，配音員：（日）雨森雅司；（港）周鸞（TVB）／（ViuTV）

- ケイ、エイ、ジュン，配音員：（日）三田松五郎、村松康雄、千葉順二；（港）金雷、張英才、梅欣（TVB）／（ViuTV）

- 古信，配音員：（日）水鳥鐵夫；（港）馮錦倫（TVB）／（ViuTV）

- 杜卡，配音員：（日）若本紀昭；（港）黃健強（TVB）／（ViuTV）

- 羅奇，配音員：（日）田中秀幸；（港）黃健強（TVB）／（ViuTV）

- 羅奇先生，配音員：（日）山內雅人；（港）陳劍雲（TVB）／（ViuTV）

### 巴拉克號
- 五郎，配音員：（日）神山卓三；（港）源家祥（TVB）／（ViuTV）

- 巴格，配音員：（日）池田勝；（港）石景初（第6集前）→朱子聰（第7集起）（TVB）／（ViuTV）

- 阿敏，配音員：（日）增岡弘；（港）梅欣（TVB）／（ViuTV）

### 打撈船／沙路貝基地
- 戴利，配音員：（日）納谷六朗；（港）盧國權（TVB）／（ViuTV）

- 盧卡，配音員：（日）水鳥鐵夫；（港）周鸞（TVB）／（ViuTV）

### 海哈巴
- 何村長，配音員：（日）水鳥鐵夫；（港）源家祥（TVB）／（ViuTV）

- 咖喱，配音員：（日）宮內幸平；（港）盧雄（TVB）／（ViuTV）

- 尚，配音員：（日）中村武己；（港）丁羽（TVB）／（ViuTV）

拉娜的姑丈。
- 梅莎爾，配音員：（日）齊藤昌；（港）潘滿儔（TVB）／（ViuTV）

古拉亞博士的女兒，尚的妻子。拉娜的姑姑。就像拉娜的母親般照顧她。
- 洪泰，配音員：（日）鹽屋翼；（港）盧國權（TVB）／（ViuTV）

咖喱叔叔的兒子。
- 譚克斯，配音員：（日）山下啟介；（港）黃兆強（TVB）／（ViuTV）

- 歐羅，配音員：（日）石丸博也；（港）馮錦堂（TVB）／（ViuTV）

- 娣拉，配音員：（日）塚瀨紀子；（港）區瑞華（TVB）／（ViuTV）

- 志仔，配音員：（日）田中秀幸；（港）鄧榮銾（TVB）／（ViuTV）

## 用語

### 地理
- 倖存島

柯南與爺爺生活的小島，因戰爭時太空船墜落該島，船上的乘客成為荒島的居民，後來留落殘留島的居民紛紛病逝，最後只餘柯南兩爺孫在島上相依為命。柯南與工業島眾人逃至高港島後，柯南一行人決心回到殘留島開墾，因地殼變動殘留島已成為一片新的大陸。
- 塑膠礦山（荒島）

金錫居住的小島，島上存有大量的塑膠，工業島因缺乏石油，故請塑膠礦山的民眾幫忙將島上的塑膠整理出，再靠船運回工業島製成石油。
- 工業島

島名的英文為工業，為劇中主要的人們所居住的地區，為舊大陸中倖存的部分，人們居住於陸地邊緣的海岸邊，該島主要為沙漠，僅在以三角塔為中心的周邊地下，住有上千位的人民。工業島實行階級制度，依照對社會的付出與犯錯給予加減分，分數高的人可以成為高等公民，分數低的成為低等公民。以三角塔為核心的最底下為核心區，曾住有五萬居民，是設計為能躲避各項災難的地下城市，規劃有人工太陽。三角塔為一高科技建築，在配合衛星接收太陽能的力量下，產生的能源可以讓整個工業島地區工業設施自動化生產各種物資與糧食，並提供該地區足夠的能源。地下停放有巨蛾號巨型戰鬥機，可以作為軍事用空中堡壘。該島最後沉入海中，居民搬遷至高港。
- 高港

島名的英文為避難所，為過去大災難後倖存的人們努力開墾的一塊新島嶼，人們在島上分隔為三區居住，分別從事著農業、游牧業與畜牧業，位於島中央從事游牧的歐羅集團分隔開了從事農業與畜牧的人們，在島中收起了貿易通行的生意。
後期接收了工業島來的人們，島上部分人隨著柯南一行人，前往殘留島／新大陸居住。
- 海

因戰爭與地殼變動，五塊舊大陸沉入變成大海。

## 製作人員
- 原作：亞歷山大·凱伊《恐怖海嘯》
- 企画・製作：日本動畫公司
- 製作：本橋浩一
- 製作管理：高桑充
- 企画：佐藤昭司
- 製作人：中島順三、遠藤重夫
- 編劇：中野顕彰、吉川惣司、胡桃哲
- 音樂：池邊晉一郎
- 角色設定：宮崎駿、大塚康生
- 作畫監督：大塚康生
- 美術監督：山本二三
- 攝影監督：三澤勝治
- 分鏡：宮崎駿、早川啟二、高畑勲、奥田誠治、石黑昇、富野喜幸
- 動畫檢查：前田英美
- 背景：Atelier Luk　高野正道、阿部秦三郎、笠原淳二
- 攝影：東京Animated film　金子仁、清水達正
- 編輯：瀬山武司、割田枡男、上遠野英俊
- 顯像：東洋現像所
- 演奏：Concert Rennier
- 效果：石田秀憲
- 修音：桑原邦男
- 錄音製作：Omnibus Promotion
- 錄音室：Cine beam
- 演出補：早川啓二
- 演出助手：鈴木孝義・馬場健一
- 製作進行：細田伸明（全集）・星出和彦・竹内考次・内山秀二・神田喜雅
- 色指定・檢查：保田道世
- 色彩：Studio Killy、岩切紀親
- 演出：宮崎駿（全集）、高畑勲（＃9、10）、早川啓二（＃11～26）
- 製作：日本動畫公司、NHK

## 主題曲
片頭及片尾曲均為片岡輝作詞，池辺晋一郎作曲，由鎌田直純、山路ゆう子演唱。
片頭曲：〈地球如今甦醒了〉（いま、地球が目覚める）
片尾曲：〈幸福的預感〉（幸せの予感）

## 劇集列表
| 話數 | 標題              | 分鏡             | 演出             | 劇本     | 背景                           | 首播日期       |
| --- | ----------------- | ---------------- | ---------------- | -------- | ------------------------------ | -------------- |
| 1 | 倖存島 （）       | 宮崎駿           | 宮崎駿           | 中野顕彰 | 阿部泰三郎                     | 1978年4月4日   |
| 西元2008年，激烈的戰爭導致半數人類死亡，大陸板塊四分五裂。二十年後，在倖存島上，少年柯南和他爺爺相依居住在此，直到少女拉娜漂流到島上。工業島上的士兵駕駛水上飛機而來，試圖綁架拉娜，在爺爺拿導彈嚇阻士兵時，士兵朝爺爺開火，使得導彈被發射，爺爺身受重傷，拉娜也遭綁架。 |                   |                  |                  |          |                                |                |
| 2 | 旅程 （）         | 宮崎駿           | 宮崎駿           | 胡桃哲   | 阿部泰三郎                     | 1978年4月11日  |
| 柯南跳上飛機，但沒能成功拯救拉娜。拉娜被士兵孟斯莉帶上船艦巴拉克號。柯南的爺爺因重傷而死，安葬爺爺後，柯南造船出海營救拉娜。 |                   |                  |                  |          |                                |                |
| 3 | 第一個朋友 （）   | 宮崎駿、早川啓二 | 宮崎駿           | 中野顯彰 | 高野正道                       | 1978年4月18日  |
| 柯南在荒島上遇見野孩子金錫，兩人不打不相識。巴拉克號來到島上，讓當地居民打撈塑膠提煉石油，柯南得知該船來自工業島後，便潛入船艙試圖偷渡。 |                   |                  |                  |          |                                |                |
| 4 | 巴拉克號 （）     | 宮崎駿、早川啓二 | 宮崎駿           | 胡桃哲   | 阿部泰三郎                     | 1978年4月18日  |
| 柯南和金錫潛入船上，很快就被逮住。戴斯船長同意兩人待在船上，前提是兩人必須接受懲罰，之後柯南的屁股被打四十板，並和金錫一起在船上勞動。 |                   |                  |                  |          |                                |                |
| 5 | 工業島 （）       | 奧田誠治         | 宮崎駿           | 中野顕彰 | 高野正道                       | 1978年5月9日   |
| 巴拉克號駛抵工業島，柯南偷襲正在參觀船的孟斯莉，失敗後被丟進船艙內。工業島的行政委員會首席長官雷普卡威脅拉娜，逼她說出祖父太陽能權威拉歐博士的下落。孟斯莉決定對柯南進行再教育，但柯南逃過士兵追捕，歷經危險後終於見到拉娜。 |                   |                  |                  |          |                                |                |
| 6 | 戴斯的背叛 （）   | 奧田誠治         | 宮崎駿           | 中野顕彰 | 阿部泰三郎                     | 1978年5月16日  |
| 柯南帶著拉娜逃跑，過程中遇見上次戰爭中遺留的飛機，推斷雷普卡試圖用太陽能驅動這些飛機，藉此征服世界。柯南和拉娜被逮後都堅決抵抗，戴斯見識到雷普卡的殘忍手段，決定協助拉娜，便和船員們一起把拉娜帶到巴拉克號上，駕船逃離。 |                   |                  |                  |          |                                |                |
| 7 | 追蹤 （）         | 高畑勲           | 宮崎駿           | 中野顕彰 | 高野正道                       | 1978年5月23日  |
| 戴斯駕船趁霧逃離，雷普卡下令用砲艇和戰鬥機追擊。柯南設法逃獄後潛入戰鬥機上。金錫找到拉娜並表示自己是同伴。拉娜對於戴斯沒能一起把柯南帶走感到不悅，戴斯認為拉娜忘恩負義，威脅要把她丟下船，此舉讓戰鬥機發現巴拉克號的行蹤，而柯南也準備登上巴拉克號。 |                   |                  |                  |          |                                |                |
| 8 | 逃亡 （）         | 宮崎駿、早川啓二 | 宮崎駿           | 中野顕彰 | 笠原淳二                       | 1978年5月30日  |
| 拉娜脫逃後開救生艇與柯南會合，炮艇追上巴拉克號並壓制戴斯和船員，並將拉娜的救生艇擊沉。柯南和拉娜倖存並漂流到附近的島嶼，他們發現遍布坦克的古戰場，拉娜透過心靈感應聽見另一頭傳來祖父的聲音，便和柯南開始橫跨這片沙漠。 |                   |                  |                  |          |                                |                |
| 9 | 打撈船 （）       | 高畑勲           | 宮崎駿、高畑勲   | 吉川惣司 | 阿部泰三郎                     | 1978年6月6日   |
| 柯南和拉娜累倒在沙漠中，被一位名叫帕奇的男子發現。帕奇在工業平台從事打撈，他們打撈起一艘客船。在向帕奇證明自己的潛水能力後，柯南和拉娜開始在此處工作。泰利特是那座平台上的工人，野心十足的他企圖升上二等公民，他偷偷通知停靠在此的戰鬥機，將情報透露給孟斯莉。 |                   |                  |                  |          |                                |                |
| 10 | 拉歐博士 （）     | 高畑勲           | 宮崎駿、高畑勲   | 吉川惣司 | 阿部泰三郎、高野正道、笠原淳二 | 1978年6月13日  |
| 泰利特回到工業島後拿到收音機，讓他得以在拉娜與祖父碰面前通知雷普卡。帕奇在潛水調查時因地震而受困在船底，柯南救了他一命，同時拉娜也發現帕奇就是拉歐，泰利特向工業島通報此事。再次發生地震，引起海嘯並使打撈平台在海上漂浮，工業島出兵追捕拉歐，拉歐、柯南和拉娜搭乘小救生艇逃離。 |                   |                  |                  |          |                                |                |
| 11 | 逃脫 （）         | 石黒昇           | 宮崎駿、早川啓二 | 吉川惣司 | 阿部泰三郎、高野正道、笠原淳二 | 1978年6月20日  |
| 柯南、拉娜和拉歐回到沙漠並找到飛行器，修好飛行器後，他們發現並救出因背叛而被處以曬刑的戴斯。孟斯莉的戰鬥機發現柯南一行人，卻因不敵對方而墜毀。地震再次發生，拉歐推測大災難即將來臨，工業島會沉入海中。柯南一行抵達工業島後，柯南和戴斯奪回巴拉克號並救出金錫和船員，拉歐和拉娜潛入三角塔，而雷普卡收到孟斯莉通知後，也開始阻止他們。                                                                                     |                   |                  |                  |          |                                |                |
| 12 | 核心區 （）       | 宮崎駿、早川啓二 | 宮崎駿、早川啓二 | 中野顕彰 | 阿部泰三郎、高野正道、笠原淳二 | 1978年6月27日  |
| 拉娜和拉歐進入三角塔核心區，獲得修理飛行器的晶片，而拉歐也擔任誘餌，讓拉娜得以逃跑。柯南和金錫遇見因反抗雷普卡而被囚禁的犯人，在犯人領袖盧克的帶領下，柯南一行和拉娜會合，並啟動飛行器救回拉歐。在囚犯的指引下，柯南等人逃出三角塔並前往海港，和戴斯及船員們接頭。 |                   |                  |                  |          |                                |                |
| 13 | 高港 （）         | 高畑勲           | 宮崎駿、早川啓二 | 中野顕彰 | 阿部泰三郎、高野正道、笠原淳二 | 1978年7月4日   |
| 拉歐駕飛行器返回工業島，協助當地居民抵禦將來的災難。巴拉克號駛向高港，當地居民起初對船充滿敵意，直到拉娜解釋已和船員化敵為友。拉娜、柯南和金錫在島上玩耍，遇見村裡的無賴歐羅、拉娜的姑姑和姑丈。村長聽完拉娜的遭遇後，同意柯南和金錫留在高港。 |                   |                  |                  |          |                                |                |
| 14 | 島上的一天 （）   | とみの喜幸       | 宮崎駿、早川啓二 | 中野顕彰 | 阿部泰三郎、高野正道、笠原淳二 | 1978年7月11日  |
| 柯南、拉娜和金錫在島上遊玩，並到海邊釣魚和打獵以賺取報酬。柯南在釣魚時遇見管理魚塘的卡爾，開始為他工作。金錫宰了頭野豬，並和柯南分食，但後來兩人得知這頭豬並非野生，而是屬於歐羅，柯南和金錫決定擔起責任。 |                   |                  |                  |          |                                |                |
| 15 | 荒地 （）         | 宮崎駿、早川啓二 | 宮崎駿、早川啓二 | 吉川惣司 | 阿部泰三郎、高野正道、笠原淳二 | 1978年7月18日  |
| 柯南和金錫翻過山頭，遭到歐羅率領的一群手下襲擊。歐羅不相信豬會落敗，表示如果兩人能證明自己的強悍，就對豬被殺一事既往不咎。柯南和金錫合作無間，博得歐羅信任。金錫決定加入歐羅一夥，但在歐羅的妹妹泰拉決定到另一個村子搶契特的山羊時，金錫改變了心意。就在狀況變糟之前，拉娜及時趕到並把母親留給自己的珍貴項鍊交給歐羅，作為野豬的賠償。                                                                                   |                   |                  |                  |          |                                |                |
| 16 | 二人的小屋 （）   | 宮崎駿           | 宮崎駿、早川啓二 | 吉川惣司 | 高野正道、笠原淳二             | 1978年8月1日   |
| 拉娜夢見工業島將襲擊高港，並確信這是祖父發出的警訊。柯南帶拉娜到契特的村莊以安撫她的情緒，金錫在該村庄從事養豬工作。另一方面，戴斯厭倦陸地生活，說服歐羅把船修好，戴斯承諾會幫忙殺死柯南和金錫，卻在行動時叛變。與此同時，孟斯莉率領的軍艦朝高港發動攻擊。 |                   |                  |                  |          |                                |                |
| 17 | 戰鬥 （）         | 宮崎駿、鈴木孝義 | 宮崎駿、早川啓二 | 吉川惣司 | 高野正道、笠原淳二             | 1978年8月8日   |
| 柯南和金錫偵查工業島的船艦，歐羅也率手下對抗軍艦，金錫救回被打傷的泰拉後回到村莊。之後拉娜、柯南和戴斯也到村莊準備抵禦外敵。由於孟斯莉的船艦停在錯誤的港口使得他們無法偷襲，但歐羅卻和孟斯莉合作，滲透高港內部並背叛村莊。拉娜遭大砲擊暈，柯南見狀後立刻衝上前救她。 |                   |                  |                  |          |                                |                |
| 18 | 戰鬥船 （）       | 宮崎駿           | 宮崎駿、早川啓二 | 吉川惣司 | 高野正道、笠原淳二             | 1978年8月15日  |
| 柯南救出拉娜後被擊昏，拉娜把他藏起來後遭到逮捕。工業島軍隊佔領了高港，歐羅被任命為傀儡領袖。柯南和村民試圖用炸藥摧毀軍艦，但在裝好炸彈後，柯南得知拉娜在船上，想上船救人卻反而被抓。柯南誘騙船員後逃出牢房，在炸彈炸毀軍艦後，柯南成功救出拉娜。 |                   |                  |                  |          |                                |                |
| 19 | 大海嘯 （）       | 宮崎駿           | 宮崎駿、早川啓二 | 吉川惣司 | 高野正道、笠原淳二             | 1978年8月29日  |
| 孟斯莉打算修理巴拉克號，用以取代原先的戰艦，而歐羅的手下則被派去找柯南。柯南和村民打算炸毀巴拉克號，拉娜發現島上的動物行為異常，判斷海嘯將至，便警告眾人逃亡。海嘯使巴拉克號擱淺在島上的森林，使工業島士兵無技可施，村民贏得了勝利。 |                   |                  |                  |          |                                |                |
| 20 | 再闖工業島 （）   | 高畑勲           | 宮崎駿、早川啓二 | 吉川惣司 | 高野正道、笠原淳二             | 1978年9月12日  |
| 村民接納了士兵，讓他們從事勞動並融入社區。柯南揭示拉歐留在高港的潛水飛機，孟斯莉駕駛飛機，載柯南、金錫、拉娜偕返回工業島，而戴斯也趁機偷渡。在抵達工業島前，眾人被工業島的戰鬥機發現，拉娜、金錫和戴斯下飛機後，柯南和孟斯莉擔任誘餌引開了戰鬥機。 |                   |                  |                  |          |                                |                |
| 21 | 地下居民 （）     | とみの喜幸       | 宮崎駿、早川啓二 | 吉川惣司 | 高野正道、笠原淳二             | 1978年9月19日  |
| 柯南和孟斯莉被逮捕，拉娜、戴斯和金錫進入地下牢房，得知拉歐已和行政委員會達成協議，表示只要讓工業島居民成功撤離就會交出太陽能源的秘密，但雷普卡架空了委員會，成為獨裁者。孟斯莉目睹雷普卡對拉歐的酷刑，並得知他打算淹死所有囚犯時，便試圖說服雷普卡改變策略，但雷普卡拒絕走向和平的道路。孟斯莉背叛雷普卡並協助柯南，並為了助柯南逃脫而被打昏。                                                                           |                   |                  |                  |          |                                |                |
| 22 | 救出 （）         | 宮崎駿           | 宮崎駿、早川啓二 | 吉川惣司 | 高野正道、笠原淳二             | 1978年9月26日  |
| 柯南聽見雷普卡打算水淹囚犯的消息，打算拆除用來製造洪水釋放口的炸彈，但以失敗告終。拉娜決定自我犧牲，但是拉歐已經被折磨到動彈不得，再怎麼威脅都無濟於事，因此雷普卡逼拉娜跳樓來讓她屈服。與此同時，柯南透過一條裂縫逃出洞穴，設法開啟閘門並釋放囚犯，讓囚犯衝進了三角塔。 |                   |                  |                  |          |                                |                |
| 23 | 太陽塔 （）       | 宮崎駿           | 宮崎駿、早川啓二 | 中野顕彰 | 高野正道、笠原淳二             | 1978年10月3日  |
| 柯南攀上三角塔與雷普卡對峙，雷普卡挾持拉娜試圖駕飛行船脫逃，但柯南摧毀飛行船並救出拉娜，而雷普卡也隨爆炸的飛行船一同湮滅。戴斯帶孟斯莉接受治療，拉娜喚醒了拉歐，和委員會成員協力完成太陽能技術並使三角塔成為太陽能塔，使工業島獲得疏散所需的能源。拉歐啟動立體影像，向拉娜、柯南和金錫展示各種的景色，並表示人類擘劃的未來就如同此景一樣只是幻影，而這也是造成地球災難的罪魁禍首，並表示人類必須與自然和諧相處才有未來。 |                   |                  |                  |          |                                |                |
| 24 | 巨蛾號 （）       | 宮崎駿           | 宮崎駿、早川啓二 | 中野顕彰 | 高野正道、笠原淳二             | 1978年10月17日 |
| 接連地震預示工業島即將毀滅，工業島科學家的儀器偵測出不斷有能源流向地底某處。原來雷普卡並未身亡，而是率領殘黨暗中為巨蛾號儲備能源，巨蛾號是前次戰爭遺留的巨型戰機。雷普卡佔領控制室並完成充電，讓巨蛾號起飛。拉娜和孟斯莉注意到此事後四處警告，柯南和夥伴打撈起沉船後收到警告，駕戰鬥機試圖阻止雷普卡，最終他們的戰鬥機墜落在巨蛾號表面。柯南、金錫、戴斯潛入巨蛾號，拉娜跟著孟斯莉搭乘戰鬥機回工業島。                   |                   |                  |                  |          |                                |                |
| 25 | 工業島的末日 （） | 宮崎駿           | 宮崎駿、早川啓二 | 中野顕彰 | 高野正道、笠原淳二             | 1978年10月24日 |
| 柯南、戴斯和金錫在巨蛾號內游擊，造成嚴重損害。戴斯和金錫連著尾舵一起被拋離，柯南則和試圖搭乘逃生艙逃走的雷普卡對峙。過程中柯南試圖拯救雷普卡和他的部下，但他們最終都隨著燃燒的巨蛾號一同消亡。一星期後，委員會以外的工業島的居民登上修好的客船，見證工業島沉入海中。 |                   |                  |                  |          |                                |                |
| 26 | 大團圓 （）       | 宮崎駿           | 宮崎駿、早川啓二 | 中野顕彰 | 高野正道、笠原淳二             | 1978年10月31日 |
| 客船從海上救回柯南、戴斯和金錫，拉歐囑託柯南好好照顧拉娜後便安心辭世。一段時日後，居民們舉行戴斯和孟斯莉的婚禮暨巴拉克號再次下水儀式，在戴斯率領下，柯南、拉娜、金錫、泰拉、盧克、孟斯莉以及船員們都上了船，出航探索新的土地。 |                   |                  |                  |          |                                |                |

## 重播
2020年播出畫質改善版，但因將原為4：3比例的畫面裁剪為16:9而受到爭議。

## 海外播映

### 香港
香港由無綫電視翡翠台首先獲得播映權，於1980年5月4日至10月26日逢星期日上午8:00－8:35播出，由於當時此動畫定位為非兒童向，因此是無綫電視少數足本播映的動畫之一，每集長達28-29分鐘，即包括原裝片頭回顧、過場、首數集日語原聲下回預告，因尺度問題要求刪剪的內容除外及補上警告字句，其後於1990年代由亞洲影帶及翡翠動畫發行的VCD影碟有收錄此粵語配音版本。
而亞洲電視本港台於1991年播出。
有線電視兒童台於1998年播出，其後於2006年由亞洲影帶重新發行的VCD及DVD影碟有收錄此粵語配音版本。
Animax於2005年以日語原聲播出。
2021年，香港電視娛樂旗下ViuTV播出畫質改善版，以與日本首播差距43年超越無綫播出《多啦A夢時光機》特別篇最早期集數（首次購入）相距28年（1980-2008）及《曳曳IQ博士》（於1982年被無綫抽起）的15集首度於J2台播出相距30年（1981-2011）的紀錄。由於此動畫在本港台及ViuTV被安排於下午兒童時段播出（日本則分別在1978年及2020年（畫質改善版）於晚間及深夜時段播放），因尺度限制及片長問題所作出刪剪或調整會更為嚴重。ViuTV扣除過場部分每集刪剪約3-5分鐘，由第17集開始改善，第20集足本播映。
| ViuTV 星期四、五 17時00分－17時30分             | ViuTV 星期四、五 17時00分－17時30分      | ViuTV 星期四、五 17時00分－17時30分 |
| ----------------------------------------------- | ---------------------------------------- | ----------------------------------- |
|                                                 | 的未來世界 （2021年1月7日－4月2日）      |                                     |
| 姆明谷歷險記 2 （2020年11月20日－2021年1月1日） | 小獅王守護隊 2 （2021年4月8日－6月11日） |                                     |

| ViuTV 星期日 16時00分－16時30分 | ViuTV 星期日 16時00分－16時30分                   | ViuTV 星期日 16時00分－16時30分 |
| ------------------------------- | ------------------------------------------------- | ------------------------------- |
|                                 | 的未來世界 重播 （2022年12月25日－2023年6月18日） |                                 |
| 姆明谷歷險記 2 重播             | 動畫時段取消                                      |                                 |

### 台灣
台灣最初曾由中華電視公司購得，並譯為《阿丹歷險記》在媒體上介紹，但最後卻並未播出，後來於1990年代由中視和衛視中文台播出。

## 電影版

### 未來少年柯南
- 公開：1979年9月1日
- 上映時間：123分
- 總監督：佐藤肇
- 剪輯：田中修
- 主題歌：
  - 片頭曲：
  - 片尾曲：

演唱：研直子

### 特別篇　巨大機毒蛾號的復活
- 公開：1984年3月11日
- 上映時間：49分
- 劇場版構成：吉田耕造
- 旁白：小林清志

## 外部連結
- 本片的世界官方網站 （页面存档备份，存于）（Bandavisual）
- 本作電玩版官網 （页面存档备份，存于）
- Conan, The Boy in Future  (Anime Mundi) （页面存档备份，存于）, detalied production information （意大利文）
- 互联网电影数据库（IMDb）上《高立的未來世界》的资料（英文）